# 多田川
多田川（ただがわ）は、福井県小浜市南部を流域とする河川。二級水系の本流である。

## 地理
福井県小浜市南部に位置する多田地区の霊峰多田ヶ岳の山麓に発し、山間部では急流を成し下流部において北川・南川と共に三角州を形成する。

## 流域の自治体
福井県小浜市

## 主な支流
- 森川
- 野代川（森川の支流）

## 沿革
多田川は元来一級水系・北川の支流であったが、北川および南川の整備により両河川の堰堤が高くなり、たびたび逆流による河川氾濫を起こし、特に昭和20年（1945年）9月の台風24号では周辺流域に甚大な浸水被害をもたらした。
このため、昭和44年（1969年）から北川と分離し、小浜湾に直接放水する治水事業が開始され、昭和55年（1980年）に完成、平成8年（1996年）5月に二級河川となり、福井県が管理することとなった。

### 道路、名所
- 森川沿いに 国道162号が並行している。また本流は市道と林道を経由して多田ヶ岳登山口に入れる。
- 河川沿いには多田寺、妙楽寺、圓照寺の重要文化財、名勝、小浜城が点在する。